# Пет Лафонтен
Патрік Майкл Лафонтен (англ. Patrick Michael LaFontaine; 22 лютого 1965, м. Сент-Луїс, США) — американський хокеїст, центральний нападник. Член Зали слави хокею (2003). 
Виступав за «Вердун Джуніорс» (QMJHL), «Нью-Йорк Айлендерс», «Баффало Сейбрс», «Нью-Йорк Рейнджерс».
В чемпіонатах НХЛ — 865 матчів (468+545), у турнірах Кубка Стенлі — 69 матчів (26+36). 
У складі національної збірної США учасник зимових Олімпійських ігор 1984 і 1998 (10 матчів, 6+5); учасник чемпіонату світу 1989 (10 матчів, 5+3); учасник Кубка Канади 1987 і 1991 (11 матчів, 6+1); учасник Кубка світу 1996 (5 матчів, 2+2). 
Досягнення
- Володар Кубка світу (1996)
- Фіналіст Кубка Канади (1991)
- Учасник матчу всіх зірок НХЛ (1988, 1989, 1990, 1992, 1993)

Нагороди
- Трофей Майка Боссі (1983)
- Трофей Жана Беліво (1983)
- Трофей Френка Дж. Селке (1983)
- Трофей Мішеля Брієра (1983)
- Трофей Мішеля Бержерона (1983)
- Трофей Гі Лафлера (1983)
- Пам'ятний трофей Білла Мастертона (1995)
- Трофей Лестера Патрика (1997)
- Член Зали слави хокею (2003)